# Пила (Падова)
Пила (итал. Pila) је насеље у Италији у округу Падова, региону Венето.
Према процени из 2011. у насељу је живело 72 становника. Насеље се налази на надморској висини од 24 м.